# 坂元遺跡
坂元遺跡（さかもといせき）は、宮崎県都城市南横市町の横市川沿いに所在する縄文時代から近世にかけての複合遺跡。坂元A遺跡と坂元B遺跡に分かれており、A遺跡では縄文時代晩期後半に遡る九州南部最古級の水田跡が検出された。

## 概要
大淀川の支流である横市川の両岸に位置する横市地区遺跡群の一つである。水田整備事業に伴い2000年（平成12年）度に緊急発掘調査が実施された。
その結果、縄文時代晩期後半の水田跡が検出され、さらに縄文晩期後半から江戸時代まで重層的に水田跡が形成されていることが判明した。北部九州に伝わった水田稲作が比較的短期間に南九州に伝わっていたことを示す遺跡である。